# Курушин, Виталий Иванович
Виталий Иванович Курушин  (1930—2001) — советский инженер-конструктор и государственный деятель, организатор создания оборонно-космической техники. Заместитель министра оборонной промышленности СССР (1974—1991). Лауреат Ленинской премии и Государственной премии СССР. Заслуженный машиностроитель РСФСР.

## Биография
Родился 18 ноября 1930 года в Москве.
С 1948 по 1953 год обучался в Московском  авиационном институте имени Серго Орджоникидзе. С 1953 по 1968 год работал на инженерно-конструкторских должностях на оборонных предприятиях в системе 
оборонной и космической промышленности СССР. 
С 1968 по 1974 год В. И. Курушин был главным конструктором ЦКБ «Геофизика», занимался созданием оптико-электроники для космической техники, являлся главным разработчиком высокоточных оптических приборов для бортовой аппаратуры обнаружения системы управления, ориентации и стабилизации для космических аппаратов.
С 1974 по 1991 год В. И. Курушин являлся заместителем министра оборонной промышленности СССР по оптической отрасли, в этой должности работал над разработкой уникальных, мощных высокочастотных полупроводниковых радиотехнических устройств и измерительной техники для космических аппаратов, был участником разработки и обеспечении запуска космической орбитальной станции «Мир», работал над созданием четвертого поколения авиационной техники.
С 1991 года являлся членом Совета по реструктуризации и конверсии московских оборонных предприятий и вице-президентом ОАО «Оптико-электронное приборостроение».
В. И. Курушин был удостоен звания Заслуженный машиностроитель РСФСР и ему была присвоена Государственная премия СССР, в том числе в 1989 году Постановлением ЦК КПСС и СМ СССР «За участие в разработке и обеспечение запуска пилотируемой научно-исследовательской орбитальной станции "Мир" функционировавшей в околоземном космическом пространстве» В. И. Курушину была присуждена Ленинская премия.
Скончался 9 мая 2001 года в Москве, похоронен на Преображенском кладбище.

## Награды
- Ленинская премия (1989)
- Государственная премия СССР
- Заслуженный машиностроитель РСФСР